# Олександропіль (Брагинівська сільська громада)
Олександро́піль — село в Україні, у Брагинівській сільській громаді Синельниківського району Дніпропетровської області. Населення становить 668 осіб.

## Географія
Село Олександропіль розташоване на лівому березі річки Самара, вище за течією на відстані 3 км розташоване село Веселе, нижче за течією на відстані 3 км розташоване село Озерне, на протилежному березі — село Добринька. Річка в цьому місці звивиста, утворює лимани, стариці та заболочені озера. Через село пролягає автошлях територіального значення Т 0424. На північній околиці села річка Довга.

## Історія
У XVIII столітті полковник Писемський заснував село, яке було названо Малописемське, потім його назвали Дача так як близько села на острівці розміщувалася дача полковника Писемського.
Село вперше згадується в архівних матеріалах за 1793 рік.
З часом село Малописемське дісталося у спадок вдові Писемського Олександрі і було перейменовано в село Олександропіль .
За даними 1859 року Олександропіль (інша назва — Мала Дача) було панським селом, у якому було 53 подвір'я й 291 мешканець.
7 (20) листопада 1917 року, відповідно до Третього Універсалу Української Центральної Ради, увійшло до складу Української Народної Республіки.
12 червня 2020 року, відповідно до розпорядження Кабінету Міністрів України № 709-р від «Про визначення адміністративних центрів та затвердження територій територіальних громад Дніпропетровської області», увійшло до складу Брагинівської сільської громади.
19 липня 2020 року, в результаті адміністративно-територіальної реформи та ліквідації Петропавлівського району, село увійшло до складу Синельниківського району.

## Населення

### Мова
Розподіл населення за рідною мовою за даними перепису 2001 року:
| Мова       | Кількість | Відсоток |
| ---------- | --------- | -------- |
| українська | 646       | 96.71%   |
| російська  | 15        | 2.25%    |
| вірменська | 6         | 0.90%    |
| румунська  | 1         | 0.14%    |
| Усього     | 668       | 100%     |

## Економіка
- ТОВ АФ «Авангард»[6][7].

## Відомі люди
- Пархоменко Іван Іванович (1916—1997) — український і радянський художник.